# Iglesia de San Cristóbal de Huánuco
La Iglesia de San Cristóbal de Huánuco es una iglesia en la ciudad de Huánuco. Fue construida en 1560. En el 2014, la torre de la iglesia se desplomó.